# Perfluor-3,6-dioxaheptansäure
Die Perfluor-3,6-dioxaheptansäure (3,6-OPFHpA) ist eine chemische Verbindung, die zu den Perfluoralkylethercarbonsäuren (PFECA) und damit zu den per- und polyfluorierten Alkylverbindungen (PFAS) gehört.
Die Verbindung wird bei der Emulsionspolymerisation zur Herstellung von Fluorpolymeren als inerter Prozesshilfsstoff und Substitut der Perfluoroctansäure (PFOA) eingesetzt.
Sie tritt teilweise in Oberflächengewässern auf. In Kanada ist sie Teil des Trinkwasser-Höchstwerts (PFAS-Summenparameter). In den USA wird sie routinemäßig im Trinkwasser untersucht.